# دولنی ویلموویتسه
دولنی ویلموویتسه (به چکی: Dolní Vilémovice) یک منطقهٔ مسکونی در جمهوری چک است که در منطقه تربیچ واقع شده‌است. دولنی ویلموویتسه ۹٫۹۰ کیلومتر مربع مساحت و ۳۹۸ نفر جمعیت دارد و ۵۷۴ متر بالاتر از سطح دریا واقع شده‌است.